# Sean Gelael
Muhammad Sean Ricardo Gelael, född 1 november 1996 i Jakarta, är en indonesisk racerförare.